# Stramassafra
La Stramassafra è una gara podistica internazionale assoluta maschile e femminile di 11 km su strada, che si svolge a Massafra (TA). La Gara rimane comunque aperta agli amatori di ogni età.

## Storia
Nel 1988 l'A.S. Dilettantistica "Podistica Massafra"  organizzò la prima edizione della Stramassafra. Nel 1997 la Stramassafra, alla sua decima edizione, è stata inserita nel Calendario Nazionale delle corse su strada, divenendo così una gara a cui potevano partecipare tutti gli atleti italiani e stranieri del settore Assoluto: Iuniores, Promesse e Seniores. Nell'aprile 2001 il Presidente della Repubblica Carlo Azeglio Ciampi ha concesso la medaglia d'argento "quale Suo premio alla 14ª edizione della manifestazione sportivo-culturale "Stramassafra". Infine nel 2003 la Stramassafra è stata riconosciuta come Corsa Internazionale.

## Percorso
Il percorso di gara parte da corso Italia, passando per piazza Vittorio Emanuele II (detta comunemente "La Villa"), la discesa di viale Regina Margherita e via la Rotonda, fino al semaforo della SS7. Da questo punto entra nella Città Vecchia passando per via la Liscia e la salita di via La Terra, entra dentro il Castello ed esce in piazza Garibaldi (detta comunemente "La Piazza") costeggiando il Municipio. Da questo punto continua sul ponte Garibaldi per giungere di nuovo in corso Italia e alla "Villa". La gara prosegue sulla salita di via Colonnello Scarano e alla cui sommità gira a destra sul prolungamento di viale Marconi fino all'innesto con la SP42 per Crispiano. Da qui entra in aree rurali fino ad arrivare in Contrada Parco di Guerra. Dopo circa 5 km rientra in città da via Santa Caterina e prosegue su corso Roma fino alla "Piazza", dove effettua un giro completo, per terminare in corso Italia.

## Manifestazioni Collaterali
Sin dalla sua istituzione, la Stramassafra ha voluto essere non solo una competizione sportiva, ma anche un evento culturale. Nel corso degli anni alla gara podistica si sono affiancate diverse manifestazioni quali:
- Un concorso di disegno, in collaborazione con le scuole medie "N. Andria" e "A. Manzoni" di Massafra.
- La pubblicazione, ogni anno, di una litografia rappresentante un monumento di Massafra corredata delle relative nozioni storiche ed architettoniche.
- La distribuzione di cartoline commemorative aventi il medesimo soggetto della litografia ed eseguite dall'artista locale Nicola Andreace.

## Risultati

### Uomini
| Edizione:                        | Vincitore:          | Tempo:   | Nazionalità: |
| -------------------------------- | ------------------- | -------- | ------------ |
| I Stramassafra 27 marzo 1986     | Francesco Di Giulio |          | Italia       |
| X Stramassafra 11 maggio 1997    | Jeremiah Kimeli     |          | Kenya        |
| XII Stramassafra 9 maggio 1999   | David Kipruto       |          | Kenya        |
| XIX Stramassafra 14 maggio 2006  | Joseph Lomala       |          | Kenya        |
| XX Stramassafra 13 maggio 2007   | Tekie Tekle         | 00:37:45 | Eritrea      |
| XXI Stramassafra 9 maggio 2008   | Hamid Elmouaziz     | 00:33:28 | Marocco      |
| XXII Stramassafra 10 maggio 2009 | Julius Kipkurgat    | 00:32:30 | Kenya        |
| XXIII Stramassafra 9 maggio 2010 | Mathew Rugut        | 00:32:37 | Kenya        |

### Donne
| Edizione:                        | Vincitore:         | Tempo:   | Nazionalità: |
| -------------------------------- | ------------------ | -------- | ------------ |
| I Stramassafra 27 marzo 1986     | Geltrude Russo     |          | Italia       |
| X Stramassafra 11 maggio 1997    | Rasilvia Creulina  |          | Russia       |
| XII Stramassafra 9 maggio 1999   | Jacheline Jerotich |          | Kenya        |
| XIX Stramassafra 14 maggio 2006  | Anesie Kwizera     |          | Burundi      |
| XX Stramassafra 13 maggio 2007   |                    |          |              |
| XXI Stramassafra 9 maggio 2008   | Faraj Rahma        | 00:23:04 | Marocco      |
| XXI Stramassafra 10 maggio 2009  | Rosalba Console    |          | Italia       |
| XXIII Stramassafra 9 maggio 2010 | Rosalba Console    | 00:20:26 | Italia       |